# Икес, Гарольд
Гарольд Леклер Икес (иногда неправильно Айкс) (англ. Harold LeClair Ickes; 15 марта 1874, Алтуна, штат Пенсильвания — 3 февраля 1952, Вашингтон) — американский политический деятель. При президенте Франклине Рузвельте и Гарри Трумэне занимал пост министра внутренних дел США в течение 13 лет с 1933 по 1946 год.
Вошёл в историю, как министр внутренних дел США, дольше всех занимавший эту должность, и второй по продолжительности пребывания членом кабинета министров в истории США наряду с Джеймсом Уилсоном.
Во многом содействовал Рузвельту в продвижении его Нового курса. Он и министр труда США Фрэ́нсис Пе́ркинс были единственными членами кабинета Рузвельта, которые проработали там в течение всего срока его президентства.

## Биография
Родился в смешанной шотландско-немецкой семье. Окончил Чикагский университет в 1897 году, затем школу права при том же университете (1907). Работал корреспондентом газет «The Chicago Record» и «Chicago Tribune».
С 1907 года — доктор права.
Свою политическую карьеру начал как республиканец, позже, в 1912 году присоединился к прогрессивной партии Теодора Рузвельта. В последние годы жизни поддерживал демократов.
В 1937 году Икес купил работающую ферму Headwaters Farm, расположенную недалеко от Олни, штат Мэриленд. Его жена Джейн управляла фермой, а Икес выращивал цветы в качестве хобби. Президент Рузвельт проводил там случайные выходные перед созданием «Шангри-Ла», президентского убежища, теперь известного как Кэмп-Дэвид.
В 1938 году выступил с предложением предоставить в качестве «убежища для еврейских беженцев из Германии и других европейских стран, где евреи подвергаются угнетению и преследованиям» Аляску.
Активный сторонник развития американо-советских отношений и оказания помощи СССР в период Второй мировой войны, считавший, что СССР был единственной силой в Европе, способной оказать сопротивление нацистской Германии. Подвергая жесткой критике инициаторов антисоветской и антибританской кампаний в американской прессе в годы войны, заявлял: «Нужно в самом деле ненавидеть свою родину и не уважать её установлений, чтобы сознательно подогревать ненависть к двум великим державам, помощь которых необходима нам, если мы хотим победить Гитлера» (1943).
После выхода в отставку в 1946 году, жил на ферме, но продолжал заниматься активной общественно-политической деятельностью.
Был дважды женат. Первый раз на Анне Томпсонон, с которой имел одного сына Раймонда, второй раз женился в возрасте 64 лет на 25-летней Джейн Дальман, в браке с которой родились дочь Элизабет Джейн и сын Гарольд.